# Peter Byers
Peter Byers (Freeman Village, 20 ottobre 1984) è un calciatore antiguo-barbudano, attaccante del SAP.

## Carriera

### Club
Ha iniziato a giocare in patria, nelle file del SAP. Nel 2007 si è trasferito in Trinidad e Tobago, al San Juan Jabloteh. Dopo due stagioni nel club biancoverde, il 19 agosto 2008 si è trasferito ufficialmente in Canada, al Montréal Impact. Nel febbraio 2009, dopo un periodo di prova con i S.J. Earthquakes, ha rinnovato il proprio contratto con il Montréal Impact per due stagioni. Ha militato nelle file del Montréal Impact fino al 2010, salvo un breve periodo in prestito al Trois-Rivières Attak nel 2009. Il 3 agosto 2010 il club canadese lo ha sospeso, in seguito alla violazione di una regola della squadra. Il 12 agosto 2010 il club lo ha svincolato. Nell'estate 2010 è tornato in patria, nelle file del Parham. Nella seconda parte della stagione 2010-2011 ha giocato all'Antigua Barracuda, totalizzando 7 presenze e 4 reti. Il 4 giugno 2011 è stato annunciato il suo trasferimento negli Stati Uniti, nelle file dei Los Angeles Blues. Nell'ottobre 2011 è stato in prova al SLNA, club vietnamita. Al termine della stagione è tornato all'Antigua Barracuda. Nel 2013, dopo aver militato nelle file del SAP, si è trasferito al Central. Nel 2014 è tornato al SAP. Il 1º marzo 2015 si è trasferito al Barcelona Atlético, club dominicano. L'anno successivo è tornato al SAP.

### Nazionale
Ha debuttato in Nazionale il 18 febbraio 2004, in Antigua e Barbuda-Antille Olandesi (2-0), subentrando a Winston Roberts al minuto 56. Ha messo a segno la sua prima rete con la selezione antiguo-barbudana il 12 gennaio 2005, nell'amichevole Antigua e Barbuda-Trinidad e Tobago (2-1), siglando il gol del momentaneo 1-0 al minuto 48. È sceso in campo, con la selezione antiguo-barbudana, nelle qualificazioni ai Mondiali 2006, 2010, 2014, 2018 e 2022, nelle qualificazioni alla Gold Cup 2005, 2007, 2009, 2011, 2013, 2015, 2017 e nelle qualificazioni alla CONCACAF Nations League 2019-2020. È il miglior marcatore di sempre nella storia della selezione antiguo-barbudana, con un totale di 44 reti segnate in 91 incontri disputati ed una media realizzativa pari a 0,48 gol per incontro.

## Statistiche

### Cronologia presenze e reti in nazionale
| Cronologia completa delle presenze e delle reti in nazionale ― Antigua e Barbuda | Cronologia completa delle presenze e delle reti in nazionale ― Antigua e Barbuda | Cronologia completa delle presenze e delle reti in nazionale ― Antigua e Barbuda | Cronologia completa delle presenze e delle reti in nazionale ― Antigua e Barbuda | Cronologia completa delle presenze e delle reti in nazionale ― Antigua e Barbuda | Cronologia completa delle presenze e delle reti in nazionale ― Antigua e Barbuda | Cronologia completa delle presenze e delle reti in nazionale ― Antigua e Barbuda | Cronologia completa delle presenze e delle reti in nazionale ― Antigua e Barbuda |
| Data                                                                             | Città                                                                            | In casa                                                                          | Risultato                                                                        | Ospiti                                                                           | Competizione                                                                     | Reti                                                                             | Note                                                                             |
| -------------------------------------------------------------------------------- | -------------------------------------------------------------------------------- | -------------------------------------------------------------------------------- | -------------------------------------------------------------------------------- | -------------------------------------------------------------------------------- | -------------------------------------------------------------------------------- | -------------------------------------------------------------------------------- | -------------------------------------------------------------------------------- |
| 18-2-2004                                                                        | St. John's                                                                       | Antigua e Barbuda                                                                | 2 – 0                                                                            | Antille Olandesi                                                                 | Qual. Mondiali 2006                                                              | -                                                                                | 56’ 66’                                                                          |
| 31-3-2004                                                                        | Willemstad                                                                       | Antille Olandesi                                                                 | 3 – 0                                                                            | Antigua e Barbuda                                                                | Qual. Mondiali 2006                                                              | -                                                                                | 81’                                                                              |
| 4-11-2004                                                                        | Basseterre                                                                       | Saint Kitts e Nevis                                                              | 2 – 0                                                                            | Antigua e Barbuda                                                                | Qual. Gold Cup 2005                                                              | -                                                                                | 56’                                                                              |
| 6-11-2004                                                                        | Basseterre                                                                       | Antigua e Barbuda                                                                | 1 – 2                                                                            | Saint Lucia                                                                      | Qual. Gold Cup 2005                                                              | -                                                                                |                                                                                  |
| 12-1-2005                                                                        | St. John's                                                                       | Antigua e Barbuda                                                                | 2 – 1                                                                            | Trinidad e Tobago                                                                | Amichevole                                                                       | 1                                                                                |                                                                                  |
| 6-2-2005                                                                         | Waterford                                                                        | Barbados                                                                         | 3 – 2                                                                            | Antigua e Barbuda                                                                | Amichevole                                                                       | 1                                                                                |                                                                                  |
| 18-12-2005                                                                       | Miami                                                                            | Antigua e Barbuda                                                                | 0 – 3                                                                            | Ungheria                                                                         | Amichevole                                                                       | -                                                                                | 66’                                                                              |
| 26-2-2006                                                                        | Georgetown                                                                       | Guyana                                                                           | 4 – 1                                                                            | Antigua e Barbuda                                                                | Amichevole                                                                       | 1                                                                                |                                                                                  |
| 27-8-2006                                                                        | St. John's                                                                       | Antigua e Barbuda                                                                | 1 – 0                                                                            | Saint Vincent e Grenadine                                                        | Amichevole                                                                       | -                                                                                |                                                                                  |
| 3-9-2006                                                                         | St. John's                                                                       | Antigua e Barbuda                                                                | 1 – 0                                                                            | Dominica                                                                         | Amichevole                                                                       | 1                                                                                |                                                                                  |
| 20-9-2006                                                                        | St. John's                                                                       | Antigua e Barbuda                                                                | 5 – 3                                                                            | Anguilla                                                                         | Qual. Gold Cup 2007                                                              | 3                                                                                | 72’                                                                              |
| 22-9-2006                                                                        | St. John's                                                                       | Antigua e Barbuda                                                                | 1 – 3                                                                            | Barbados                                                                         | Qual. Gold Cup 2007                                                              | 1                                                                                | 48’                                                                              |
| 5-11-2006                                                                        | Kingstown                                                                        | Saint Vincent e Grenadine                                                        | 2 – 2                                                                            | Antigua e Barbuda                                                                | Amichevole                                                                       | 2                                                                                |                                                                                  |
| 24-11-2006                                                                       | Georgetown                                                                       | Guyana                                                                           | 6 – 0                                                                            | Antigua e Barbuda                                                                | Qual. Gold Cup 2007                                                              | -                                                                                | 82’                                                                              |
| 26-11-2006                                                                       | Georgetown                                                                       | Antigua e Barbuda                                                                | 0 – 2                                                                            | Rep. Dominicana                                                                  | Qual. Gold Cup 2007                                                              | -                                                                                |                                                                                  |
| 28-11-2006                                                                       | Georgetown                                                                       | Antigua e Barbuda                                                                | 1 – 3                                                                            | Guadalupa                                                                        | Qual. Gold Cup 2007                                                              | -                                                                                | 65’ 70’                                                                          |
| 1-12-2007                                                                        | St. John's                                                                       | Antigua e Barbuda                                                                | 2 – 0                                                                            | Saint Kitts e Nevis                                                              | Amichevole                                                                       | 2                                                                                |                                                                                  |
| 13-1-2008                                                                        | Bridgetown                                                                       | Barbados                                                                         | 3 – 2                                                                            | Antigua e Barbuda                                                                | Amichevole                                                                       | 2                                                                                |                                                                                  |
| 6-2-2008                                                                         | Oranjestad                                                                       | Aruba                                                                            | 0 – 3                                                                            | Antigua e Barbuda                                                                | Qual. Mondiali 2010                                                              | -                                                                                | 83’                                                                              |
| 17-6-2008                                                                        | Saint George                                                                     | Antigua e Barbuda                                                                | 3 – 4                                                                            | Cuba                                                                             | Qual. Mondiali 2010                                                              | -                                                                                |                                                                                  |
| 22-6-2008                                                                        | L'Avana                                                                          | Cuba                                                                             | 4 – 0                                                                            | Antigua e Barbuda                                                                | Qual. Mondiali 2010                                                              | -                                                                                | 90’                                                                              |
| 5-11-2008                                                                        | Macoya                                                                           | Trinidad e Tobago                                                                | 3 – 2                                                                            | Antigua e Barbuda                                                                | Qual. Gold Cup 2009                                                              | 1                                                                                | 81’                                                                              |
| 7-11-2008                                                                        | Macoya                                                                           | Antigua e Barbuda                                                                | 2 – 1                                                                            | Guyana                                                                           | Qual. Gold Cup 2009                                                              | -                                                                                |                                                                                  |
| 9-11-2008                                                                        | Macoya                                                                           | Saint Kitts e Nevis                                                              | 3 – 4                                                                            | Antigua e Barbuda                                                                | Qual. Gold Cup 2009                                                              | 2                                                                                |                                                                                  |
| 4-12-2008                                                                        | Montego Bay                                                                      | Haiti                                                                            | 1 – 1                                                                            | Antigua e Barbuda                                                                | Qual. Gold Cup 2009                                                              | 1                                                                                |                                                                                  |
| 6-12-2008                                                                        | Trelawny                                                                         | Cuba                                                                             | 3 – 0                                                                            | Antigua e Barbuda                                                                | Qual. Gold Cup 2009                                                              | -                                                                                | 76’                                                                              |
| 8-12-2008                                                                        | Montego Bay                                                                      | Antigua e Barbuda                                                                | 2 – 2                                                                            | Guadalupa                                                                        | Qual. Gold Cup 2009                                                              | 2                                                                                |                                                                                  |
| 28-8-2010                                                                        | Basseterre                                                                       | Saint Kitts e Nevis                                                              | 1 – 1                                                                            | Antigua e Barbuda                                                                | Amichevole                                                                       | -                                                                                |                                                                                  |
| 19-9-2010                                                                        | St. John's                                                                       | Antigua e Barbuda                                                                | 0 – 1                                                                            | Trinidad e Tobago                                                                | Amichevole                                                                       | -                                                                                |                                                                                  |
| 23-9-2010                                                                        | St. John's                                                                       | Antigua e Barbuda                                                                | 5 – 0                                                                            | Saint Lucia                                                                      | Amichevole                                                                       | 2                                                                                |                                                                                  |
| 10-11-2010                                                                       | St. John's                                                                       | Antigua e Barbuda                                                                | 2 – 1                                                                            | Suriname                                                                         | Qual. Gold Cup 2011                                                              | -                                                                                |                                                                                  |
| 12-11-2010                                                                       | St. John's                                                                       | Antigua e Barbuda                                                                | 0 – 0                                                                            | Dominica                                                                         | Qual. Gold Cup 2011                                                              | -                                                                                |                                                                                  |
| 14-11-2010                                                                       | St. John's                                                                       | Antigua e Barbuda                                                                | 0 – 0                                                                            | Cuba                                                                             | Qual. Gold Cup 2011                                                              | -                                                                                | 81’                                                                              |
| 27-11-2010                                                                       | Rivière-Pilote                                                                   | Giamaica                                                                         | 3 – 1                                                                            | Antigua e Barbuda                                                                | Qual. Gold Cup 2011                                                              | -                                                                                |                                                                                  |
| 29-11-2010                                                                       | Rivière-Pilote                                                                   | Antigua e Barbuda                                                                | 1 – 0                                                                            | Guyana                                                                           | Qual. Gold Cup 2011                                                              | -                                                                                | 89’                                                                              |
| 1-12-2010                                                                        | Rivière-Pilote                                                                   | Guadalupa                                                                        | 1 – 0                                                                            | Antigua e Barbuda                                                                | Qual. Gold Cup 2011                                                              | -                                                                                | 90+1’                                                                            |
| 27-5-2011                                                                        | St. George's                                                                     | Grenada                                                                          | 2 – 2                                                                            | Antigua e Barbuda                                                                | Amichevole                                                                       | -                                                                                | 72’                                                                              |
| 26-8-2011                                                                        | St. John's                                                                       | Antigua e Barbuda                                                                | 1 – 0                                                                            | Saint Vincent e Grenadine                                                        | Amichevole                                                                       | -                                                                                |                                                                                  |
| 28-8-2011                                                                        | St. John's                                                                       | Antigua e Barbuda                                                                | 2 – 2                                                                            | Saint Vincent e Grenadine                                                        | Amichevole                                                                       | -                                                                                |                                                                                  |
| 2-9-2011                                                                         | St. John's                                                                       | Antigua e Barbuda                                                                | 5 – 2                                                                            | Curaçao                                                                          | Qual. Mondiali 2014                                                              | 2                                                                                |                                                                                  |
| 6-9-2011                                                                         | Saint Croix                                                                      | Isole Vergini Americane                                                          | 1 – 8                                                                            | Antigua e Barbuda                                                                | Qual. Mondiali 2014                                                              | 3                                                                                |                                                                                  |
| 30-9-2011                                                                        | Saint George                                                                     | Antigua e Barbuda                                                                | 1 – 0                                                                            | Martinica                                                                        | Amichevole                                                                       | -                                                                                |                                                                                  |
| 2-10-2011                                                                        | Saint George                                                                     | Antigua e Barbuda                                                                | 1 – 2                                                                            | Martinica                                                                        | Amichevole                                                                       | 1                                                                                | 46’                                                                              |
| 7-10-2011                                                                        | Willemstad                                                                       | Curaçao                                                                          | 0 – 1                                                                            | Antigua e Barbuda                                                                | Qual. Mondiali 2014                                                              | -                                                                                |                                                                                  |
| 11-10-2011                                                                       | Saint George                                                                     | Antigua e Barbuda                                                                | 10 – 0                                                                           | Isole Vergini Americane                                                          | Qual. Mondiali 2014                                                              | 3                                                                                |                                                                                  |
| 11-11-2011                                                                       | St. John's                                                                       | Antigua e Barbuda                                                                | 1 – 0                                                                            | Haiti                                                                            | Qual. Mondiali 2014                                                              | -                                                                                | 77’                                                                              |
| 15-11-2011                                                                       | Port-au-Prince                                                                   | Haiti                                                                            | 2 – 1                                                                            | Antigua e Barbuda                                                                | Qual. Mondiali 2014                                                              | -                                                                                | 79’                                                                              |
| 29-2-2012                                                                        | St. John's                                                                       | Antigua e Barbuda                                                                | 0 – 4                                                                            | Trinidad e Tobago                                                                | Amichevole                                                                       | -                                                                                |                                                                                  |
| 3-3-2012                                                                         | Basseterre                                                                       | Saint Kitts e Nevis                                                              | 1 – 0                                                                            | Antigua e Barbuda                                                                | Amichevole                                                                       | -                                                                                |                                                                                  |
| 30-3-2012                                                                        | Kingstown                                                                        | Saint Vincent e Grenadine                                                        | 1 – 0                                                                            | Antigua e Barbuda                                                                | Amichevole                                                                       | -                                                                                |                                                                                  |
| 1-4-2012                                                                         | Kingstown                                                                        | Saint Vincent e Grenadine                                                        | 1 – 2                                                                            | Antigua e Barbuda                                                                | Amichevole                                                                       | 1                                                                                | 76’                                                                              |
| 8-6-2012                                                                         | Tampa                                                                            | Stati Uniti                                                                      | 3 – 1                                                                            | Antigua e Barbuda                                                                | Qual. Mondiali 2014                                                              | 1                                                                                | 63’                                                                              |
| 12-6-2012                                                                        | St. John's                                                                       | Antigua e Barbuda                                                                | 0 – 0                                                                            | Giamaica                                                                         | Qual. Mondiali 2014                                                              | -                                                                                |                                                                                  |
| 7-9-2012                                                                         | Città del Guatemala                                                              | Guatemala                                                                        | 3 – 1                                                                            | Antigua e Barbuda                                                                | Qual. Mondiali 2014                                                              | 1                                                                                |                                                                                  |
| 11-9-2012                                                                        | St. John's                                                                       | Antigua e Barbuda                                                                | 0 – 1                                                                            | Guatemala                                                                        | Qual. Mondiali 2014                                                              | -                                                                                | 13’                                                                              |
| 12-10-2012                                                                       | St. John's                                                                       | Antigua e Barbuda                                                                | 1 – 2                                                                            | Stati Uniti                                                                      | Qual. Mondiali 2014                                                              | -                                                                                | 89’                                                                              |
| 16-10-2012                                                                       | Kingston                                                                         | Giamaica                                                                         | 4 – 1                                                                            | Antigua e Barbuda                                                                | Qual. Mondiali 2014                                                              | -                                                                                |                                                                                  |
| 7-12-2012                                                                        | St. John's                                                                       | Antigua e Barbuda                                                                | 1 – 2                                                                            | Rep. Dominicana                                                                  | Qual. Gold Cup 2013                                                              | 1                                                                                | 30’                                                                              |
| 9-12-2012                                                                        | St. John's                                                                       | Antigua e Barbuda                                                                | 2 – 0                                                                            | Trinidad e Tobago                                                                | Qual. Gold Cup 2013                                                              | 1                                                                                | 90+1’                                                                            |
| 11-12-2012                                                                       | St. John's                                                                       | Antigua e Barbuda                                                                | 0 – 1                                                                            | Haiti                                                                            | Qual. Gold Cup 2013                                                              | -                                                                                |                                                                                  |
| 3-9-2014                                                                         | St. John's                                                                       | Antigua e Barbuda                                                                | 6 – 0                                                                            | Anguilla                                                                         | Qual. Gold Cup 2015                                                              | 1                                                                                | 71’                                                                              |
| 5-9-2014                                                                         | St. John's                                                                       | Antigua e Barbuda                                                                | 2 – 1                                                                            | Rep. Dominicana                                                                  | Qual. Gold Cup 2015                                                              | 1                                                                                | 90’                                                                              |
| 7-9-2014                                                                         | St. John's                                                                       | Antigua e Barbuda                                                                | 2 – 1                                                                            | Saint Vincent e Grenadine                                                        | Qual. Gold Cup 2015                                                              | -                                                                                |                                                                                  |
| 8-10-2014                                                                        | Couva                                                                            | Antigua e Barbuda                                                                | 2 – 1                                                                            | Saint Lucia                                                                      | Qual. Gold Cup 2015                                                              | -                                                                                |                                                                                  |
| 10-10-2014                                                                       | Couva                                                                            | Rep. Dominicana                                                                  | 0 – 0                                                                            | Antigua e Barbuda                                                                | Qual. Gold Cup 2015                                                              | -                                                                                |                                                                                  |
| 12-10-2014                                                                       | Couva                                                                            | Trinidad e Tobago                                                                | 1 – 0                                                                            | Antigua e Barbuda                                                                | Qual. Gold Cup 2015                                                              | -                                                                                |                                                                                  |
| 12-11-2014                                                                       | Montego Bay                                                                      | Haiti                                                                            | 2 – 2                                                                            | Antigua e Barbuda                                                                | Qual. Gold Cup 2015                                                              | 1                                                                                |                                                                                  |
| 14-11-2014                                                                       | Montego Bay                                                                      | Giamaica                                                                         | 3 – 0                                                                            | Antigua e Barbuda                                                                | Qual. Gold Cup 2015                                                              | -                                                                                |                                                                                  |
| 16-11-2014                                                                       | Montego Bay                                                                      | Antigua e Barbuda                                                                | 0 – 2                                                                            | Martinica                                                                        | Qual. Gold Cup 2015                                                              | -                                                                                | 60’                                                                              |
| 10-6-2015                                                                        | St. John's                                                                       | Antigua e Barbuda                                                                | 1 – 3                                                                            | Saint Lucia                                                                      | Qual. Mondiali 2018                                                              | -                                                                                |                                                                                  |
| 14-6-2015                                                                        | St. John's                                                                       | Saint Lucia                                                                      | 1 – 4                                                                            | Antigua e Barbuda                                                                | Qual. Mondiali 2018                                                              | -                                                                                |                                                                                  |
| 4-9-2015                                                                         | St. John's                                                                       | Antigua e Barbuda                                                                | 1 – 0                                                                            | Guatemala                                                                        | Qual. Mondiali 2018                                                              | -                                                                                | 69’                                                                              |
| 8-9-2015                                                                         | Città del Guatemala                                                              | Guatemala                                                                        | 2 – 0                                                                            | Antigua e Barbuda                                                                | Qual. Mondiali 2018                                                              | -                                                                                | 62’                                                                              |
| 4-11-2015                                                                        | Kingstown                                                                        | Saint Vincent e Grenadine                                                        | 2 – 1                                                                            | Antigua e Barbuda                                                                | Amichevole                                                                       | -                                                                                |                                                                                  |
| 23-3-2016                                                                        | St. John's                                                                       | Antigua e Barbuda                                                                | 2 – 1                                                                            | Aruba                                                                            | Qual. Gold Cup 2017                                                              | -                                                                                | 67’                                                                              |
| 29-3-2016                                                                        | Basseterre                                                                       | Saint Kitts e Nevis                                                              | 1 – 0                                                                            | Antigua e Barbuda                                                                | Qual. Gold Cup 2017                                                              | -                                                                                | 46’                                                                              |
| 4-6-2016                                                                         | Bayamón                                                                          | Porto Rico                                                                       | 2 – 1 dts                                                                        | Antigua e Barbuda                                                                | Qual. Gold Cup 2017                                                              | -                                                                                | 79’ 100’                                                                         |
| 7-6-2016                                                                         | St. John's                                                                       | Antigua e Barbuda                                                                | 5 – 1                                                                            | Grenada                                                                          | Qual. Gold Cup 2017                                                              | 1                                                                                | 80’                                                                              |
| 5-10-2016                                                                        | Willemstad                                                                       | Curaçao                                                                          | 3 – 0                                                                            | Antigua e Barbuda                                                                | Qual. Gold Cup 2017                                                              | -                                                                                |                                                                                  |
| 8-10-2016                                                                        | St. John's                                                                       | Antigua e Barbuda                                                                | 2 – 0                                                                            | Porto Rico                                                                       | Qual. Gold Cup 2017                                                              | 1                                                                                | 90+3’                                                                            |
| 22-11-2016                                                                       | St. John's                                                                       | Antigua e Barbuda                                                                | 0 – 1                                                                            | Estonia                                                                          | Amichevole                                                                       | -                                                                                | 77’                                                                              |
| 25-3-2018                                                                        | Kingston                                                                         | Giamaica                                                                         | 1 – 1                                                                            | Antigua e Barbuda                                                                | Amichevole                                                                       | 1                                                                                | 46’                                                                              |
| 1-4-2018                                                                         | St. John's                                                                       | Antigua e Barbuda                                                                | 0 – 0                                                                            | Dominica                                                                         | Amichevole                                                                       | -                                                                                | 80’                                                                              |
| 29-4-2018                                                                        | St. John's                                                                       | Antigua e Barbuda                                                                | 0 – 2                                                                            | Giamaica                                                                         | Amichevole                                                                       | -                                                                                | 84’                                                                              |
| 12-10-2018                                                                       | St. John's                                                                       | Antigua e Barbuda                                                                | 0 – 3                                                                            | Saint Lucia                                                                      | Qual. CONCACAF Nations League 2019-2020                                          | -                                                                                | 55’                                                                              |
| 12-10-2018                                                                       | Nassau                                                                           | Bahamas                                                                          | 0 – 6                                                                            | Antigua e Barbuda                                                                | Qual. CONCACAF Nations League 2019-2020                                          | 1                                                                                | 83’                                                                              |
| 19-11-2018                                                                       | Fort-de-France                                                                   | Martinica                                                                        | 4 – 2                                                                            | Antigua e Barbuda                                                                | Qual. CONCACAF Nations League 2019-2020                                          | -                                                                                | 61’                                                                              |
| 24-3-2021                                                                        | Willemstad                                                                       | Antigua e Barbuda                                                                | 2 – 2                                                                            | Montserrat                                                                       | Qual. Mondiali 2022                                                              | -                                                                                | 89’                                                                              |
| 27-3-2021                                                                        | Saint Croix                                                                      | Isole Vergini Americane                                                          | 0 – 3                                                                            | Antigua e Barbuda                                                                | Qual. Mondiali 2022                                                              | 1                                                                                | 89’                                                                              |
| 4-6-2021                                                                         | St. John's                                                                       | Antigua e Barbuda                                                                | 1 – 0                                                                            | Grenada                                                                          | Qual. Mondiali 2022                                                              | -                                                                                | 76’                                                                              |
| 8-6-2021                                                                         | San Salvador                                                                     | El Salvador                                                                      | 3 – 0                                                                            | Antigua e Barbuda                                                                | Qual. Mondiali 2022                                                              | -                                                                                | 65’                                                                              |
| Totale                                                                           |                                                                                  | Presenze                                                                         | 91                                                                               |                                                                                  | Reti (1º posto)                                                                  | 44                                                                               |                                                                                  |

## Palmarès

### Club

#### Competizioni nazionali
- Campionato antiguo-barbudano di calcio: 1

SAP: 2005-2006
- Campionato trinidadiano di calcio: 2

San Juan Jabloteh: 2007, 2008
- USL First Division: 1

Montreal Impact: 2009

### Individuale
- Capocannoniere del campionato antiguo-barbudano: 1

2004-2005 (18 reti)